# Freimut Stein
Freimut Stein (Norimberga, 16 giugno 1924 – Monaco di Baviera, 15 settembre 1986) è stato un pattinatore artistico su ghiaccio tedesco, specializzato nel singolo.

## Risultati
| Evento                       | 1948 | 1949 | 1950 | 1951 | 1952 | 1953 | 1954 |
| ---------------------------- | ---- | ---- | ---- | ---- | ---- | ---- | ---- |
| Giochi olimpici invernali    |      |      |      |      | 8°   |      |      |
| Campionati mondiali          |      |      |      | 10°  |      | 10°  |      |
| Campionati europei           |      |      |      | 5°   | 6°   | 3°   |      |
| Campionato nazionale tedesco | 3°   | 3°   |      | 2°   | 1°   | 1°   | 1°   |